# Kryosfære
Kryosfæren består af alt vand, der er på Jorden i frossen form eller i den faste fase som is. Jordens kryosfære er beregnet til at være 26.000.000 km3 ud af hydrosfærens 1.360.000.000 km3. Kryosfæren omfatter bl.a. indlandsis, gletsjere, isdækket på Polarhavet, permafrosten, isbjerge og sne.
Andre himmellegemer kan også have en kryosfære, f.eks. kometer, jupitermånen Europa, saturnmånen Enceladus og uranusmånen Oberon.

## Grønlands indlandsis
Indlandsisen på Grønland dækker et areal på 1,7 millioner km², hvilket svarer til omkring 81 % af Grønlands totale areal. Den indeholder ca. 2,8 millioner km3 is og er på det tykkeste mere end 3 km. Middeltykkelsen er 2.135 meter.

## Afsmeltning af Grønlands indlandsis
Den globale opvarmning har medført store ændringer, således at Grønlands indlandsis mindskes med 600 km3 om året. Iskappen ændrer sig på to måder: ved afsmeltning og ved tilbagetrækning af gletsjerne.
Den totale afsmeltning af Grønlands indlandsis ville medføre en stigning af vandstanden i verdenshavene på 7,2 meter.

## Permafrost
Permafrost defineret som områder hvor; den gennemsnitlige jordtemperatur, ligger under smeltepunktet i mindst to år i træk. På den nordlige halvkugle består omkring 23 000 000 km² (~25 % af landområderne) af permafrost. På den sydlige halvkugle er det derimod kun 174 000 km². Vi finder også permafrost på større bjerge i hele verden som f.eks. Mount Kenya, Kilimanjaro, Ruwenzori og på højslettene i Tibet. Endvidere er størstedelen af det nordlige Alaska, Sibirien, Grønland og Canada dækket af permafrost.

## Permafrost og klimaet
Store områder af permafrosten i Sibirien og Nordamerika er under optøning og bidrager med store mængder metan til forøgelsen af drivhusgasser i atmosfæren. Det er en selvforstærkende proces og har som resultat, at der sker en acceleration af den globale opvarmning.

## Antarktis
Antarktis er dækket omkring 98% af indlandsis, og den gennemsnitlige tykkelse af denne kappe er mere end 1,6 kilometer, hvilket udgør 90% af den samlede mængde af is på Jorden og 70 % af ferskvandet.

## Afsmeltning af Antarktis
Indlandsisen på Antarktis smelter ikke i samme omfang som indlandsisen på Grønland, men der er tegn på afsmeltning, især fra Vestantarktis med hurtig formindskning af gletsjere og deres forlængelse ud i oceanet.
Hvis al is på Antarktis smeltede, ville det medføre en stigning af havoverfladen med mindst 60 meter. 

## Gletsjere
En gletsjer er en ismasse i bevægelse. Den sne, der falder oven for snelinjen, afsmelter kun delvist, men samles til evig sne i større masser, hvor den nederste del omdannes til is, som under påvirkning af tyngdekraften glider nedad. Bevægelsen går meget langsomt, men efterhånden når isen dog ned i så milde egne, at den smelter. Gletsjerne danner således afløb for de store, vedvarende snemasser.

## Afsmeltning af gletsjere
Gletsjerne smelter når de kommer ned i varmere klima. Med den globale opvarmning forøges afsmeltningen af gletsjerne. F.eks. ses afsmeltningen af Grønlands gletsjere ved sammenligning af billeder fra 1932/33 og 2013, der viser at gletsjerne har trukket sig mange km tilbage og nu forøger vandstanden et par cm om året.
I varmere lande betyder afsmeltningen af gletsjerne, at skisportssteder må lukke på grund af mangel på sne, eller at store befolkninger vil mangle på vand i en periode af året eller i værste fald i hele året.

## Eksterne links og referencer
1. 1 2  Fotos dokumenterer afsmeltning af indlandsisen. DR.dk 2013
2. ↑  Optøet permafrost en langt større kilde til drivhusgas end antaget. Videnskab.dk 2012
3. ↑  "Tøende permafrost - en tikkende bombe. DR.dk". Arkiveret fra originalen 12. december 2009. Hentet 6. september 2013.
4. ↑  Permafrosten forsvinder i Canada. Videnskab.dk 2010
5. ↑  "How Stuff Works: polar ice caps". howstuffworks.com. Hentet 2006-02-12.

- Permafrost. Klimaleksikon.dk
- Permafrost. Tidsskriftet Grønland
- Her er den ubekendte klimafaktor. Viden